# Albert Dekker
Albert Dekker, pseudonimo di Thomas Albert Ecke Van Dekker (New York, 20 dicembre 1905 – Los Angeles, 5 maggio 1968), è stato un attore statunitense.

## Biografia

### La carriera
Durante gli studi universitari di medicina e psicologia al Bowdoin College, Dekker iniziò a interessarsi all'attività filodrammatica e, dopo la laurea, decise di dedicarsi al teatro. Si trasferì a Cincinnati e nel 1927 trovò lavoro come quarto aiuto direttore di scena, ma presto passò alla recitazione. Pochi mesi dopo arrivò a Broadway per recitare nell'allestimento che la Theater Guild fece di Marco Millions di Eugene O'Neill, pièce in cui Dekker lavorò a fianco di Alfred Lunt (protagonista nel ruolo di Marco Polo), con il quale aveva fatto amicizia ai tempi del college.
Per una decina di anni Dekker calcò il palcoscenico, prima di trasferirsi a Hollywood per tentare la carriera cinematografica. Il suo debutto sul grande schermo risale al 1937 nel film L'ultima beffa di Don Giovanni (1937) di James Whale, con cui l'attore inaugurò una trentennale carriera di caratterista, grazie principalmente al suo aspetto massiccio, all'alta statura e al volto baffuto dai lineamenti truci, che lo resero perfetto per i ruoli da villain. Nel 1939 fu nuovamente diretto da James Whale nel film in costume La maschera di ferro (1939), in cui ricoprì il ruolo del frivolo ed effeminato re Luigi XIII di Francia.

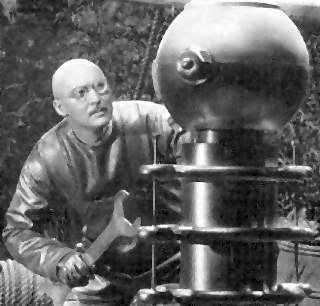
Dekker nel film Dr. Cyclops (1940)

L'anno successivo diede la sua migliore e più famosa interpretazione cinematografica nel classico dell'horror Dr. Cyclops (1940), per la regia di Ernest B. Schoedsack, che era stato uno degli ideatori di King Kong (1933). L'attore impersonò il pazzo dottor Thorkel, che risiede in un punto sperduto dell'Amazzonia e riesce a ridurre alle dimensioni di un pupazzetto i malcapitati che giungono a fargli visita. Calvo, stralunato e miope, nel film Dekker porta occhiali enormi che gli deformano il viso e ne rendono impressionante la maschera, in particolare quando prende in mano e osserva le sue vittime divenute minuscole.
Durante gli anni quaranta Dekker affrontò i più disparati generi cinematografici, dal poliziesco al western e al melodramma. Nel 1946 apparve nel noir I gangsters (1946), mentre dieci anni più tardi fu tra i protagonisti de Un bacio e una pistola (1955), nella parte del dottor Soberin, un medico fanatico coinvolto nella caccia a un pericoloso materiale radioattivo, in cui rivaleggia con il detective Mike Hammer (Ralph Meeker). In Among the Living (1941), un melodramma di suspense accanto a Susan Hayward, interpretò il doppio ruolo di due gemelli, uno dei quali è un pazzo omicida. Affrontò il dramma sociale con Barriera invisibile (1947) di Elia Kazan, nei panni dell'editore John Minify, il western con Le furie (1950) di Anthony Mann, i melodrammi psicologici come La valle dell'Eden (1955), che Kazan trasse dal romanzo di John Steinbeck, e Improvvisamente, l'estate scorsa (1959) di Joseph L. Mankiewicz. Interpretò anche un ruolo romantico nell'avventuroso La taverna dei sette peccati (1940), conquistando nel finale l'amore della protagonista Marlene Dietrich.
Per un breve periodo Dekker fu impegnato anche in politica, ricoprendo la carica di deputato per il Partito Democratico nel 57º Distretto della California, per la legislatura dal 1944 al 1946.
Durante gli anni cinquanta iniziò a diradare le apparizioni cinematografiche, ritornando sul palcoscenico con Morte di un commesso viaggiatore di Arthur Miller, in cui sostituì Lee J. Cobb nel ruolo del protagonista Willy Loman, e con Un uomo per tutte le stagioni di Robert Bolt, in cui impersonò il Duca di Norfolk. Partecipò anche ad alcune serie televisive come Gli uomini della prateria (1964), Missione impossibile (1965) e Bonanza (1968). La sua ultima apparizione cinematografica risale al 1968 con il ruolo di Pat Harrigan nel western modernista Il mucchio selvaggio (1969) di Sam Peckinpah.

### La morte
Nel 1957 Dekker fu colpito dalla tragica scomparsa del figlio sedicenne John, avuto dal matrimonio con Esther Guerini (sposata nel 1929), che fu trovato morto a Hastings-on-Hudson (New York), ucciso da un colpo di pistola. Il caso venne archiviato fra i suicidi. Il 5 maggio 1968, Dekker venne ritrovato senza vita nella sua abitazione di Hollywood, in inquietanti circostanze. Il suo cadavere, imbavagliato, ammanettato e impiccato al tubo della doccia, fu rinvenuto nella stanza da bagno, chiusa dall'interno. Prima di morire asfissiato, l'attore si era abbigliato con raffinata biancheria femminile di seta, e si era scritto sul corpo con un rossetto alcune frasi sessualmente esplicite rivolte a sé stesso.

## Filmografia

### Cinema
- The Lady in Black, regia di Joseph Henabery (1935)
- L'ultima beffa di Don Giovanni (The Great Garrick), regia di James Whale (1937)
- La sua maniera d'amare (She Married an Artist), regia di Marion Gering (1937)
- Extortion, regia di Lambert Hillyer (1938)
- The Lone Wolf in Paris, regia di Albert S. Rogell (1938)
- Maria Antonietta (Marie Antoinette), regia di W. S. Van Dyke (1938)
- The Last Warning, regia di Albert S. Rogell (1938)
- Paris Honeymoon, regia di Frank Tuttle (1939)
- Tira a campare! (Never Say Die), regia di Elliott Nugent (1939) – non accreditato
- Hotel Imperial, regia di Robert Florey (1939)
- La maschera di ferro (The Man in the Iron Mask), regia di James Whale (1939)
- Beau Geste, regia di William A. Wellman (1939)
- The Great Commandment, regia di Irving Pichel (1939)
- L'isola del diavolo (Strange Cargo), regia di Frank Borzage (1940)
- Dr. Cyclops, regia di Ernest B. Schoedsack (1940)
- Gli avventurieri di Santa Marta (Rangers of Fortune), regia di Sam Wood (1940)
- La taverna dei sette peccati (Seven Sinners), regia di Tay Garnett (1940)
- Blonde Inspiration, regia di Busby Berkeley (1941)
- You're the One, regia di Ralph Murphy (1941)
- Reaching for the Sun, regia di William A. Wellmann (1941)
- Se mi vuoi sposami (Honky Tonk), regia di Jack Conway (1941)
- Buy Me That Town, regia di Eugene Forde (1941)
- Among the Living, regia di Stuart Heisler (1941)
- Il segreto sulla carne (The Lady Has Plans), regia di Sidney Landfield (1942)
- Yokel Boy, regia di Joseph Santley (1942)
- I dominatori (In Old California), regia di William C. McGann (1942)
- Night in New Orleans, regia di William Clemens (1942)
- L'isola della gloria (Wake Island), regia di John Farrow (1942)
- Presi tra le fiamme (The Forest Rangers), regia di George Marshall (1942)
- Fuggiamo insieme (Once Upon a Honeymoon), regia di Leo McCarey (1942)
- I conquistatori del West (Buckskin Frontier), regia di Lesley Selander (1943)
- La città rubata (The Kansan), regia di George Archainbaud (1943)
- Terra nera (In Old Oklahoma), regia di Albert S. Rogell (1943)
- La donna della città (The Woman of the Town), regia di George Archainbaud (1943)
- The Hitler Gang, regia di John Farrow (1944) – non accreditato
- Schiava del male (Experiment Perilous), regia di Jacques Tourneur (1944)
- Salomè (Salome Where She Danced), regia di Charles Lamont (1945)
- La bionda incendiaria (Incendiary Blonde), regia di George Marshall (1945)
- Mi piace quella bionda (Hold That Blonde), regia di George Marshall (1945)
- I forzati del mare (Two Years Before the Mast), regia di John Farrow (1946)
- The French Key, regia di Walter Colmes (1946)
- Orgasmo (Suspense), regia di Frank Tuttle (1946)
- I gangsters (The Killers), regia di Robert Siodmak (1946)
- Vecchia California (California), regia di John Farrow (1947)
- La vergine di Tripoli (Slave Girl), regia di Charles Lamont (1947)
- La saga dei pionieri (Wyoming), regia di Joseph Kane (1947)
- The Pretender, regia di W. Lee Wilder (1947)
- Il giudice Timberlane (Cass Timberlane), regia di George Sidney (1947)
- Texas selvaggio (The Fabolous Texan), regia di Edward Ludwig (1947)
- Barriera invisibile (Gentleman's Agreement), regia di Elia Kazan (1947)
- L'assalto (Fury at Furnace Creek), regia di H. Bruce Humberstone (1948)
- Lulù Belle, regia di Leslie Fenton (1948)
- Tarzan e la fontana magica (Tarzan's Magic Fountain), regia di Lee Sholem (1949)
- La maschera dei Borgia (Bride of Vengeance), regia di Mitchell Leisen (1949)
- Search for Danger, regia di Jack Bernhard (1949)
- Bill il sanguinario (The Kid from Texas), regia di Kurt Neumann (1950)
- Destination Murder, regia di Edward L. Cahn (1950)
- Le furie (The Furies), regia di Anthony Mann (1950)
- L'affascinante bugiardo (As Young as You Feel), regia di Harmon Jones (1951)
- Wait Till the Sun Shines, Nellie, regia di Henry King (1952)
- Il calice d'argento (The Silver Chalice), regia di Victor Saville (1954)
- La valle dell'Eden (East of Eden), regia di Elia Kazan (1955)
- Un bacio e una pistola (Kiss Me Deadly), regia di Robert Aldrich (1955)
- Voi assassini (Illegal), regia di Lewis Allen (1955)
- She Devil, regia di Kurt Neumann (1957)
- Machete, regia di Kurt Neumann (1958)
- L'urlo e la furia (The Sound and the Fury), regia di Martin Ritt (1959)
- Il re della prateria (These Thousand Hills), regia di Richard Fleischer (1959)
- Nel mezzo della notte (Middle of the Night), regia di Delbert Mann (1959)
- Il meraviglioso paese (The Wonderful Country), regia di Robert Parrish (1959)
- Improvvisamente, l'estate scorsa (Suddenly, Last Summer), regia di Joseph L. Mankiewicz (1959)
- Once Upon a Tractor, regia di Leopoldo Torre Nilsson (1964)
- Gamera the Invincible, regia di Sandy Howard e Noriaki Yuasa (1966)
- Vieni a fare la spia con me (Come Spy with Me), regia di Marshall Stone (1967)
- Il mucchio selvaggio (The Wild Bunch), regia di Sam Peckinpah (1969)

### Televisione
- Royal Playhouse (Fireside Theatre) – serie TV, 1 episodio (1950)
- Pulitzer Prize Playhouse – serie TV, 1 episodio (1951)
- Celanese Theatre – serie TV, 1 episodio (1951)
- Lights Out – serie TV, episodio 4x27 (1952)
- CBS Television Workshop – serie TV, 1 episodio (1952)
- Studio One – serie TV, 1 episodio (1952)
- Goodyear Television Playhouse – serie TV, 1 episodio (1955)
- Playwrights '56 – serie TV, 2 episodi (1955-1956)
- Climax! – serie TV, episodio 2x38 (1956)
- ITV Play of the Week – serie TV, 2 episodi (1957-1958)
- Una donna poliziotto (Decoy) – serie TV, 1 episodio (1959)
- The Witness – serie TV, 1 episodio (1960)
- Play of the Week – serie TV, 1 episodio (1960)
- Route 66 – serie TV, 1 episodio (1961)
- Festival – serie TV, episodi 1x16-1x21 (1961)
- La città in controluce (Naked City) – serie TV, 2 episodi (1961)
- The Crisis (Kraft Suspense Theatre) – serie TV, 1 episodio (1964)
- La parola alla difesa (The Defenders) – serie TV, 1 episodio (1964)
- Seaway: acque difficili (Seaway) – serie TV, 1 episodio (1965)
- Le cause dell'avvocato O'Brien (The Trials of O'Brien) – serie TV, 1 episodio (1965)
- Gli uomini della prateria (Rawhide) – serie TV, episodi 7x15-8x13 (1965)
- Missione impossibile (Mission: Impossible) – serie TV, 1 episodio (1966)
- Organizzazione U.N.C.L.E. (The Man from U.N.C.L.E.) – serie TV, 1 episodio (1967)
- I giorni di Bryan (Run for Your Life) - serie TV, episodio 3x16 (1968)
- Al banco della difesa (Judd for the Defense) – serie TV, 1 episodio (1968)
- Le spie (I Spy) – serie TV, 1 episodio (1968)
- Bonanza - serie TV, episodio 9x29 (1968)

## Doppiatori italiani
Nelle versioni in italiano dei suoi film, Albert Dekker è stato doppiato da:
- Nino Pavese in Beau Geste, Terra nera, I forzati del mare, I gangsters, La vergine di Tripoli, La saga dei pionieri, Barriera invisibile, La maschera dei Borgia, Le furie, Voi assassini
- Gaetano Verna in Dr. Cyclops, L'isola della gloria, Texas selvaggio
- Luigi Pavese in La maschera di ferro, Il meraviglioso paese
- Giorgio Capecchi in Il re della prateria, Improvvisamente, l'estate scorsa
- Giuseppe Rinaldi in Maria Antonietta
- Gualtiero De Angelis in La taverna dei sette peccati
- Emilio Cigoli in Mi piace quella bionda
- Sandro Ruffini in Bill il sanguinario
- Nino Bonanni in La valle dell'Eden
- Carlo Romano in Nel mezzo della notte
- Carlo Buratti in Il mucchio selvaggio
- Giorgio Piazza in L'isola del diavolo (ridoppiaggio)
- Vittorio Amandola in Il calice d'argento (ridoppiaggio)
- Roberto Villa in Un bacio e una pistola (ridoppiaggio)